# Сандилх
Сандилх (Ζάνδιλ, Ζάνδιλχος, Sandilch) је био владар, кан утигурских Прабугара у периоду од 540 — 560. године. Пре њега, једини владари Утигура су били Утигур до 540. године и пре њега Ернак, Атилин трећи син.